# Ульріка Елеонора
Ульріка Елеонора (швед. Ulrika Eleonora av Sverige; 22 січня 1688 — 24 листопада 1741) — королева Шведської імперії з 1718 до 1720 року. Походила з династії Пфальц-Цвайбрюкен.

## Життєпис

### Молоді роки
Була донькою короля Карла XI та Ульріки Елеонори Ольденбурга. Більшу частину свого життя прожила у тіні своїх старших брата та сестри, майже не маючи можливості зайняти шведський трон. Тому, фактично, не виявляла ніякої політичної активності. Ситуація змінилася у 1708 році у зв'язку зі смертю сестри Ульріки Елеонори — Гедвіги Софії, дружини герцога Гольштейн-Готторпського. Син Гедвіги Софії Карл Фредерік Гольштейн-Готторпський не мав великих шансів на права спадкоємця трону.
З цього моменту Ульріка Елеонора отримала надійне та незаперечне право на зайняття трону Шведської імперії. У 1715 році вона вийшла заміж за Фредеріка I Гессен-Касельського. З цього моменту навколо неї формується політична група з прибічників гессенців, які намагаються передати владу у королівстві принцесі. Це триває до 1718 року.

### Королювання

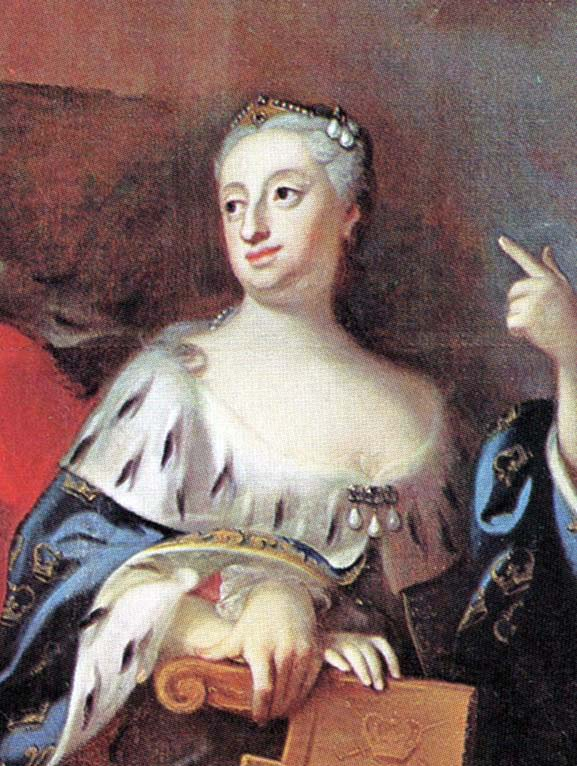
Ульріка Елеонора

30 листопада 1718 року під час облоги фортеці у Норвегії було вбито брата Ульріки Елеонори — Карла XII. Маючи право на трон Шведської імперії, Ульріка Елеонора намагалася відразу заволодіти короною. Та хоч як її чоловік, Фредерік Гессен-Касельський, енергійно зі своїми прибічниками обстоював претензії своєї дружини на трон, збори суспільних станів у Стокгольмі 1719 року відхилили їх. Лише коли Ульріка Елеонора відмовилася від намірів на одновладдя та погодилась на прийняття нової конституції, що обмежувала владу короля, її було проголошено королевою. 
17 березня 1719 в Кафедральному соборі міста Уппсала архієпископ Уппсальський Матіас Стеукіус коронував Ульріку Елеонору королевою-правителем Швеції.
За час свого володарювання вона надала 181 дворянський титул, призначила 7 фельдмаршалів, більш ніж інші правителі Шведської імперії до неї. В цілому вона намагалася проводити політику в інтересах свого чоловіка Фредеріка Гесен-Касельського. Водночас продовжувалася війна з Московським царством. Усі наміри королеви були спрямовані на прискорення укладання мирних договорів із ворогами країни.
У 1720 році Ульріка Елеонора намагалася зробити свого чоловіка співправителем за прикладом Англії. Проте парламент Шведської імперії відкинув її намагання. Після цього вона зреклася трону на користь чоловіка.

### Подальше життя
Надалі, Ульріка Елеонора підтримувала чоловік в усіх політичних планах, намагалася народити дитину, але марно. У 1731 та 1738 роках на час відсутності в країні короля виконувала обов'язки регента.
В цілому в останні роки життя Ульріка Елеонора дедалі більше приділяла увагу релігії та доброчинності.
Ульріка Елеонора померла від натуральної віспи 24 листопада 1741 року у Стокгольмі.

## Родина
Чоловік — Фредерік (1676—1751), син Карла I, ландграфа Гессен-Касельського.
Діти: не було.